# Rocket Punch
Rocket Punch (hangeul : 로켓펀치) est un girl group sud-coréen formé par Woollim Entertainment en 2019. Le groupe est désormais composé de cinq membres : Yeonhee, Suyun, Yunkyoung, Sohee et Dahyun, à la suite du départ de Juri en mai 2024. Le groupe débute le 7 août 2019 avec son premier extended play Pink Punch.
En 2024, le groupe décide de cesser ses activités à la suite de la fin de son contrat avec l’agence.

## Histoire
Avant les débuts de Rocket Punch, Juri a été membre du groupe d'idoles japonaises AKB48. En 2018, elle participe à l'émission de compétition télévisée Produce 48. Sohee et Suyun participeront également à l'émission en tant que représentante de l'agence Woollim Entertainment.
En mars 2019, Woollim confirme que Juri Takahashi a signé un contrat exclusif avec l'agence et qu'elle sera membre de leur nouveau groupe de filles. Deux mois plus tard, Juri est officiellement diplômée d'AKB48 et quitte donc le groupe.
En juillet 2019, Woollim présente les six membres de Rocket Punch. Il s'agit du second groupe féminin du label après Lovelyz. Le groupe fait ses débuts le 7 août avec son extended play Pink Punch et Bim Bam Bum comme titre principal.
En mai 2024, Woollim Entertainment annonce que Juri, membre étrangère ayant une durée de contrat  différente de celle des autres membres, a décidé de ne pas renouveler son contrat arrivant à expiration et qu'elle quitte par conséquent le groupe.
En décembre 2024, Woollim Entertainment annonce mettre fin aux contrats exclusifs des membres Yeonhee, Yunkyoung, Sohee et Dahyun.

## Membres
| Nom de scène | Nom de scène | Nom de naissance | Nom de naissance | Date de naissance | Nationalité  |
| Romanisé     | Coréen       | Romanisé         | Coréen           | Date de naissance | Nationalité  |
| ------------ | ------------ | ---------------- | ---------------- | ----------------- | ------------ |
| Yeonhee      | 연희         | Kim Yeon-hee     | 김연희           | 6 décembre 2000   | Sud-coréenne |
| Suyun        | 수윤         | Kim Su-yun       | 김수윤           | 17 mars 2001      | Sud-coréenne |
| Yunkyoung    | 윤경         | Seo Yun-kyoung   | 서윤경           | 1er novembre 2001 | Sud-coréenne |
| Sohee        | 소희         | Kim So-hee       | 김소희           | 14 août 2003      | Sud-coréenne |
| Dahyun       | 다현         | Jeong Da-hyun    | 정다현           | 29 avril 2005     | Sud-coréenne |

### Anciens membres
| Nom de scène | Nom de scène | Nom de naissance | Nom de naissance | Date de naissance | Nationalité | Date de départ |
| Romanisé     | Coréen       | Romanisé         | Japonais         | Date de naissance | Nationalité | Date de départ |
| ------------ | ------------ | ---------------- | ---------------- | ----------------- | ----------- | -------------- |
| Juri         | 쥬리         | Juri Takahashi   | 高橋朱里         | 3 octobre 1997    | Japonaise   | 24 mai 2024    |

## Discographie coréenne

### Mini-albums (EP)
| Année | Titre        | Détails                                                            | Classement | Ventes               |
| Année | Titre        | Détails                                                            | COR        | Ventes               |
| ----- | ------------ | ------------------------------------------------------------------ | ---------- | -------------------- |
| 2019  | Pink Punch   | - Date de sortie : 7 août 2019 - Label : Woollim Entertainment     | 6          | COR : plus de 18 500 |
| 2020  | Red Punch    | - Date de sortie : 10 février 2020 - Label : Woollim Entertainment | 4          | COR : plus de 12 500 |
| 2020  | Blue Punch   | - Date de sortie : 4 août 2020 - Label : Woollim Entertainment     | 6          | COR : plus de 24 200 |
| 2022  | Yellow Punch | - Date de sortie : 28 février 2022 - Label : Woollim Entertainment | 9          | COR : plus de 20 600 |

### Single albums
| Année | Titre     | Détails                                                             | Classement | Ventes               |
| Année | Titre     | Détails                                                             | COR        | Ventes               |
| ----- | --------- | ------------------------------------------------------------------- | ---------- | -------------------- |
| 2021  | Ring Ring | - Date de sortie : 17 mai 2021 - Label : Woollim Entertainment      | 14         | COR : plus de 26 600 |
| 2022  | Flash     | - Date de sortie : 29 août 2022 - Label : Woollim Entertainment     | 10         | COR : plus de 26 500 |
| 2023  | Boom      | - Date de sortie : 6 septembre 2023 - Label : Woollim Entertainment | 12         | COR : plus de 18 900 |

## Discographie japonaise

### Album studio
| Année | Titre                         | Détails                                                                             | Classement | Ventes              |
| Année | Titre                         | Détails                                                                             | JAP        | Ventes              |
| ----- | ----------------------------- | ----------------------------------------------------------------------------------- | ---------- | ------------------- |
| 2022  | Doki Doki Love (ドキドキLOVE) | - Date de sortie : 5 octobre 2022 - Labels : Yoshimoto Music, Woollim Entertainment | 25         | JAP : plus de 1 700 |

### Mini-album (EP)
| Année | Titre       | Détails                                                                          | Classement | Ventes              |
| Année | Titre       | Détails                                                                          | JAP        | Ventes              |
| ----- | ----------- | -------------------------------------------------------------------------------- | ---------- | ------------------- |
| 2021  | Bubble Up ! | - Date de sortie : 4 août 2021 - Labels : Yoshimoto Music, Woollim Entertainment | 19         | JAP : plus de 4 300 |

### Single album
| Année | Titre | Détails                                                                           | Classement | Ventes              |
| Année | Titre | Détails                                                                           | JAP        | Ventes              |
| ----- | ----- | --------------------------------------------------------------------------------- | ---------- | ------------------- |
| 2021  | Fiore | - Date de sortie : 19 juin 2022 - Labels : Yoshimoto Music, Woollim Entertainment | 24         | JAP : plus de 2 400 |